# 么正杰
么正杰（1954年3月12日—），黑龙江省哈尔滨市人，現任中国国家游泳队总教练。

## 生平
么正杰在运动员时代曾获得过亚运会銀牌及100米自由泳、100米仰泳、200米仰泳全国青少年冠军
，并多次打破全国纪录。
1982年，么正杰退役，此后转任游泳教练，期間曾培养出王大力、吕彬、陈祚等世界冠军。
2009年，原任国家游泳队领队的么正杰接替张亚东出任总教练，並首次以总教练的身分帶領国家队出戰同年在罗马舉行的世界游泳錦標賽。